# Phare du cap San Pío
Le phare du cap San Pío (en espagnol : faro Cabo San Pío) est un phare situé sur la rive nord du canal Beagle, face à l'île Nueva, dans le département d'Ushuaïa de la province de Terre de Feu, Antarctique et Îles de l’Atlantique Sud au sud de l'Argentine. Il est situé sur le cap éponyme, sur une côte escarpée avec des plages étroites et un accès très difficile depuis la mer.
La construction débute le 10 mars 1919, sous la supervision du lieutenant de frégate Francisco Stewart, commandant du ARA Piedra Buena, elle est réalisée par 34 charpentiers, 2 apprentis charpentiers, 3 ouvriers assistés d'un cuisinier et de 2 chauffeurs. Le phare est construit en 10 jours et, le 20 mars, deux couches de badigeon blanc avaient été passées. Il s'agit d'une tour conique peinte avec des bandes horizontales alternées rouges et blanches, de 8 mètres de haut et légèrement incurvée. Il entre en service le 22 mars 1919.
La portée lumineuse actuelle est de 9,2 milles marins (17 km). Il est alimenté par des panneaux photovoltaïques et l'énergie est stockée dans des batteries. Cette automatisation a été réalisée en mars 1985.
Le nom du cap a été donné en hommage à la corvette San Pío à bord de laquelle le lieutenant de frégate Juan José de Elizalde y Ustáriz réalise une expédition sur les côtes orientales de la Terre de Feu en 1790. Au mois de février 1791, ils une embarcation depuis la baie Aguirre qui parvient le 3 de ce même mois à la hauteur d'une pointe qui est identifiée comme étant « sans nom ». Cependant, la distance enregistrée par Elizalde ne coïncide pas avec la distance qui sépare la baie Aguirre de sorte que la pointe identifiée par l'expédition ne peut être celle qui porte aujourd'hui ce nom. L'expédition de Robert Fitz Roy au XIXe siècle est celle qui donne son nom actuel au cap San Pío.